# Catedral de Lund
La catedral de Lund (en sueco: Lunds domkyrka) es un templo luterano de culto perteneciente a la Iglesia de Suecia y sede de la diócesis de Lund. Construida en el siglo XII, es el principal monumento de la ciudad de Lund y quizás la obra más significativa de la arquitectura románica en todos los países nórdicos. Desde su fundación hasta la reforma protestante estuvo consagrada a San Lorenzo.

## Historia

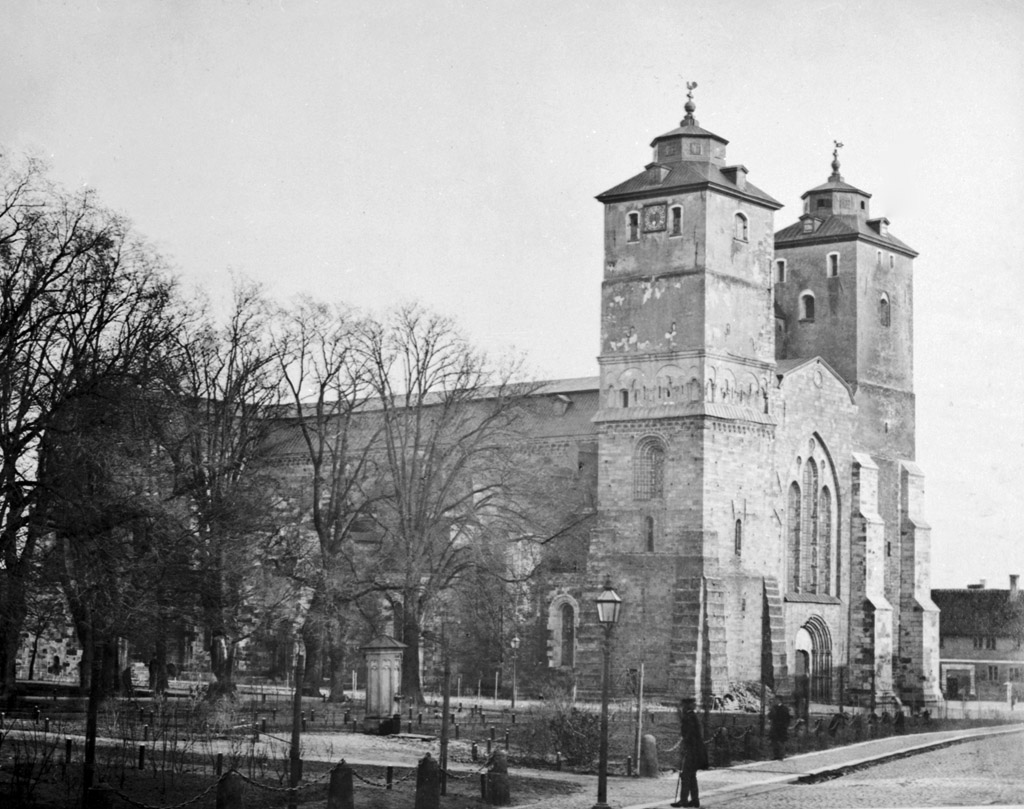
La catedral de Lund en ca. 1870, antes de los cambios de Helgo Zettervall en la fachada occidental.

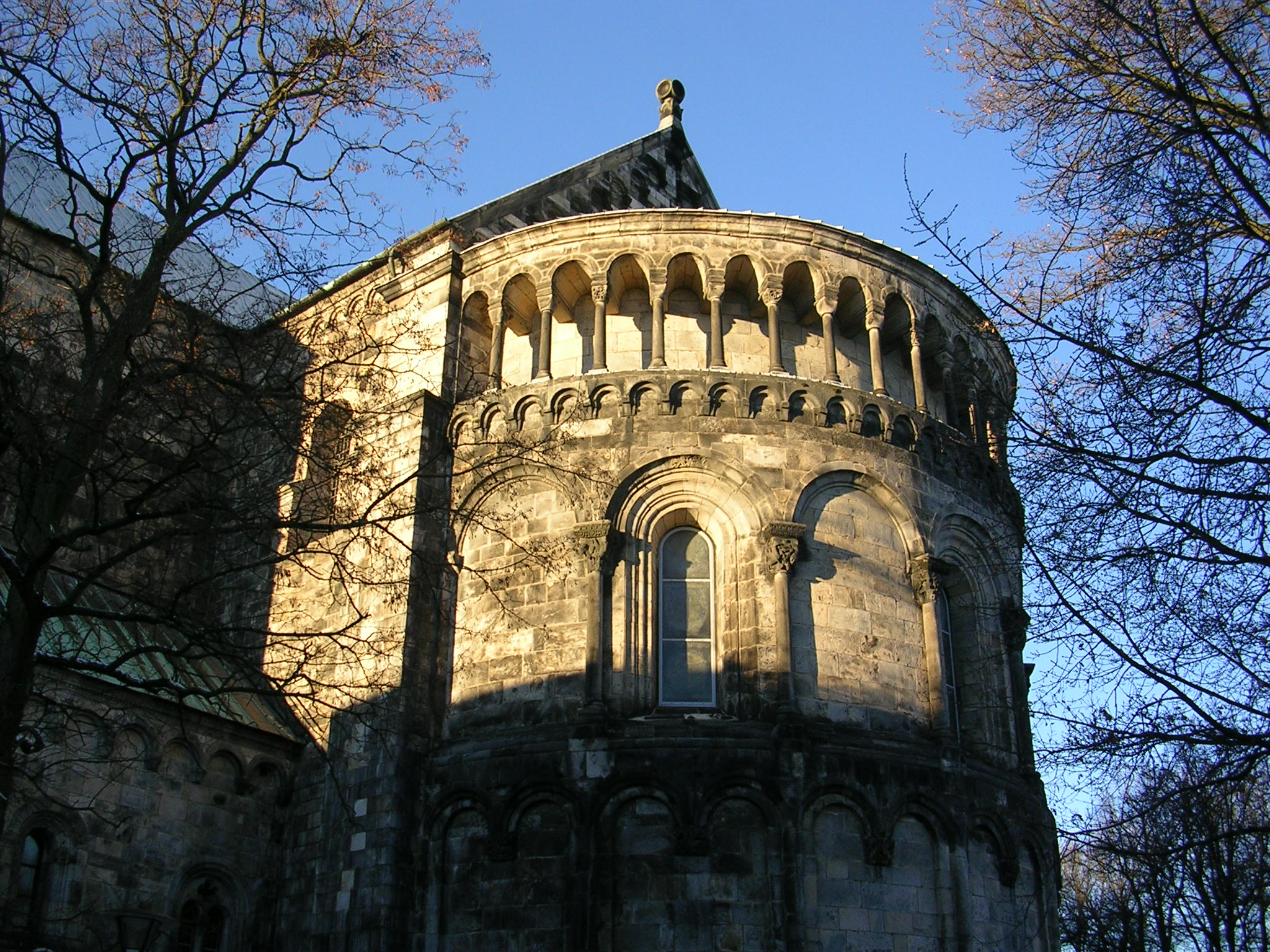
Ábside románico de la catedral de Lund.

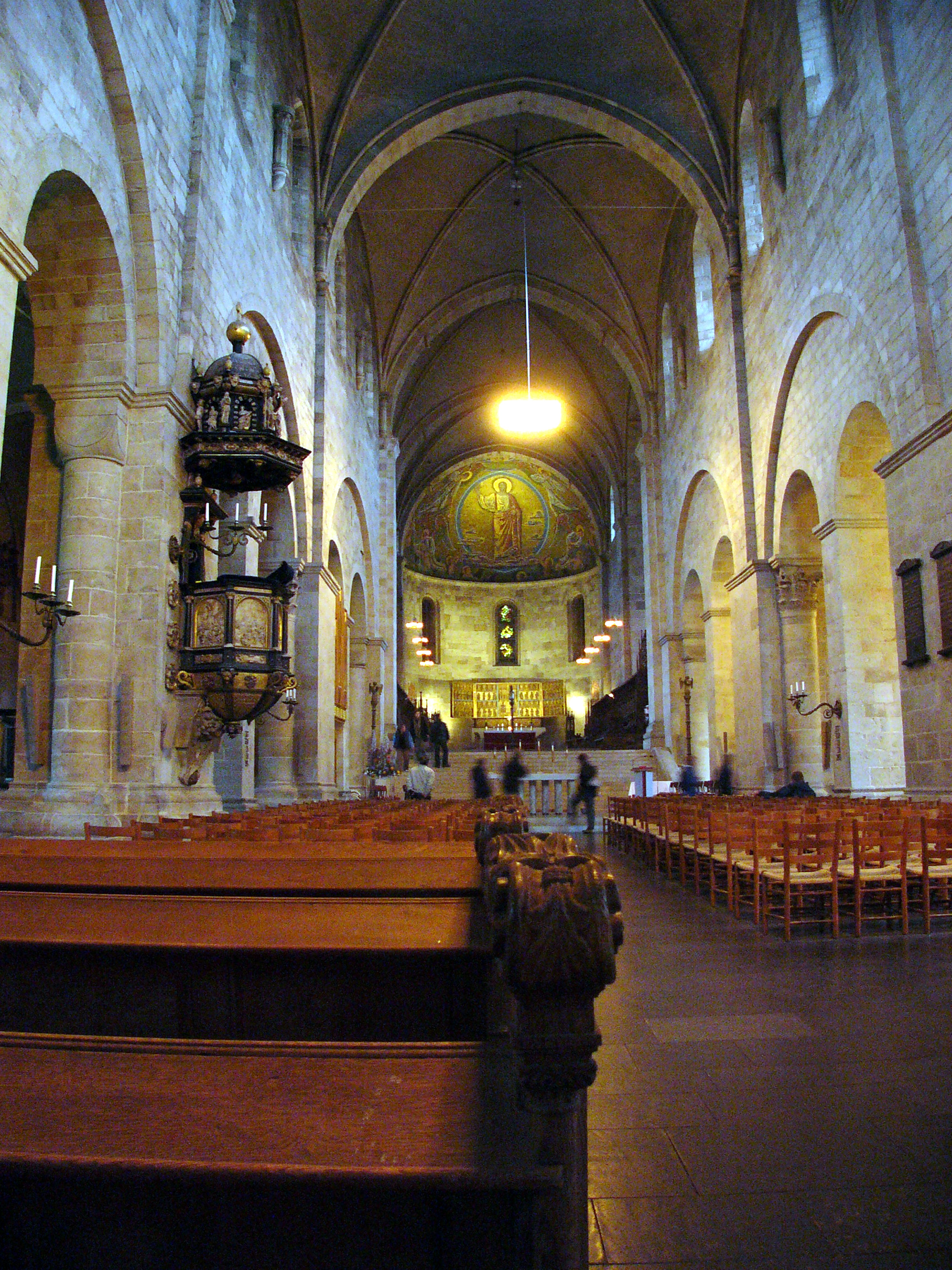
Vista interior de la catedral, de la entrada al altar mayor.

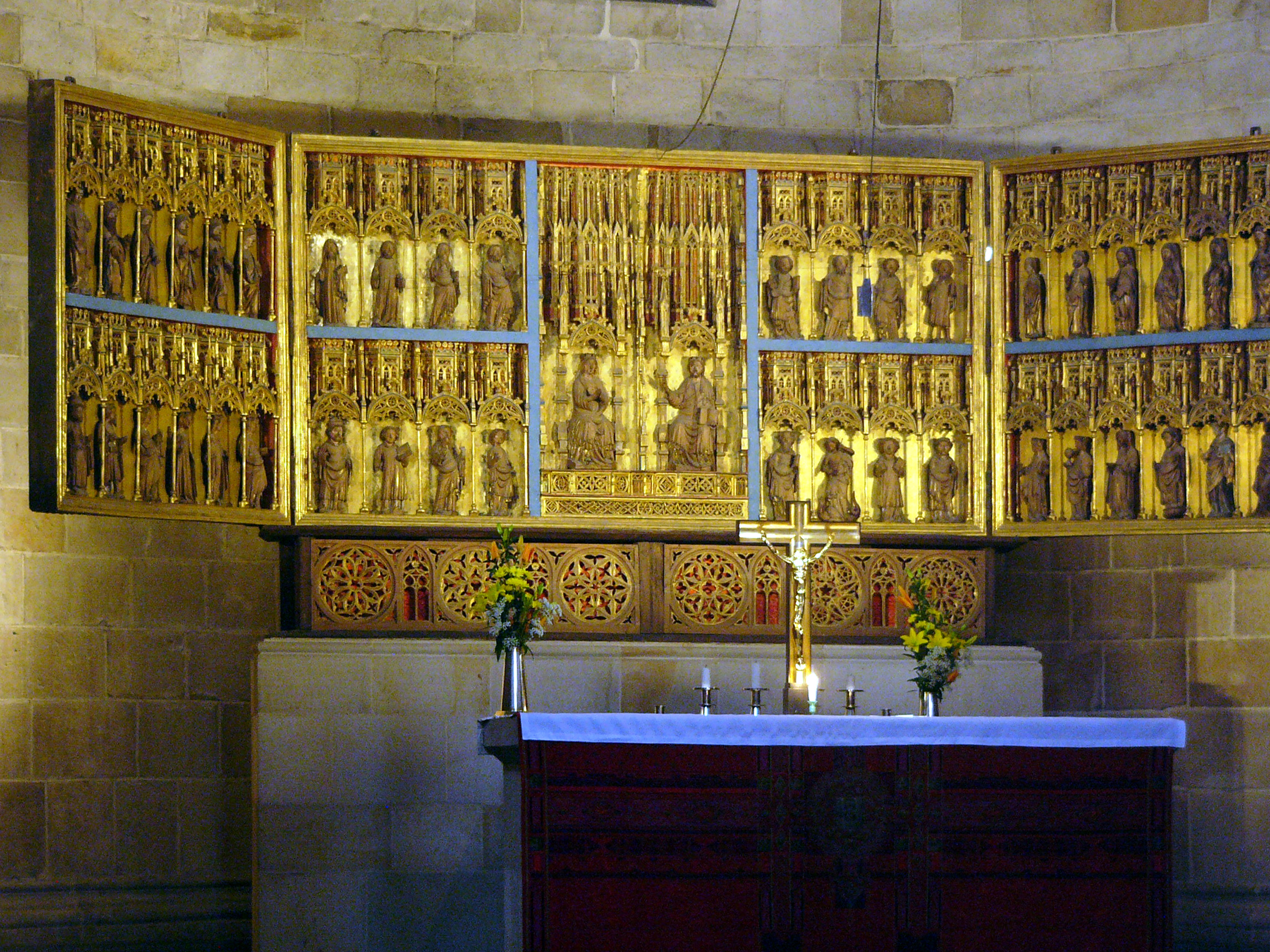
Altar gótico de 1398.

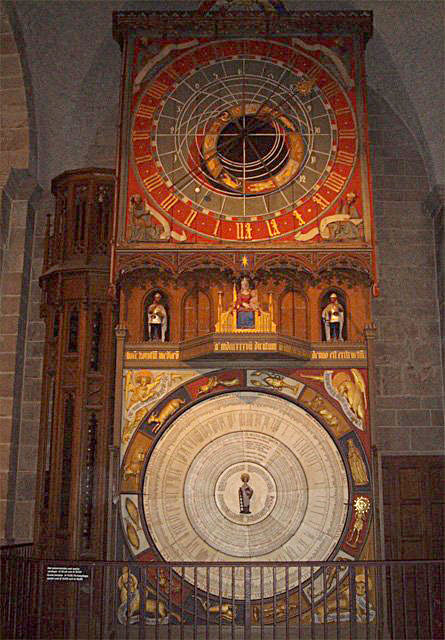
El reloj astronómico.

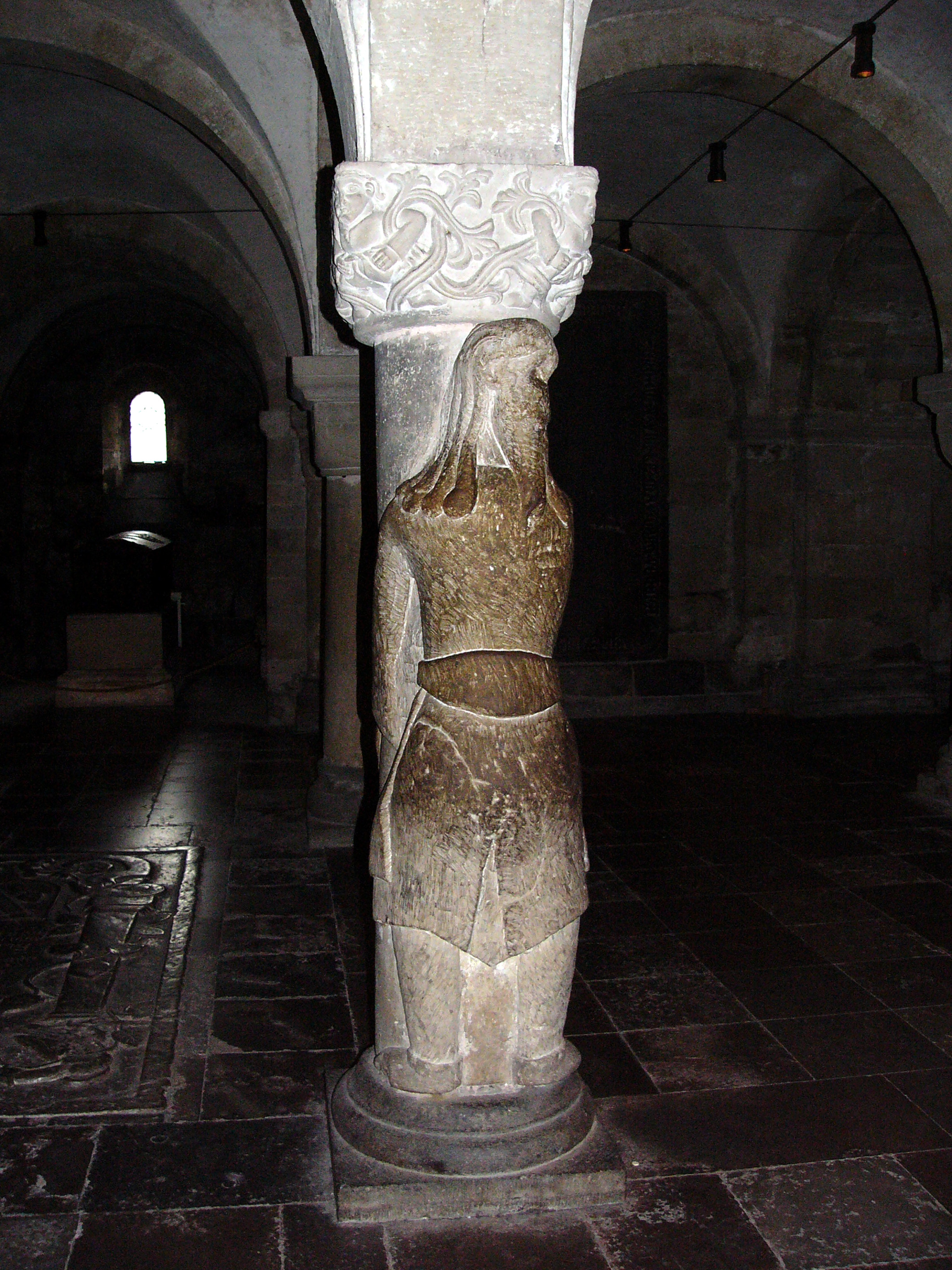
El legendario gigante Finn, esculpido en la cripta.

Lund fue una localidad importante mucho antes de que tuviera una catedral. La ciudad fue el sitio de la asamblea de Escania (en danés landsting), que se celebraba en la llamada colina de San Liborio durante la Edad Media. También fue un sitio religioso antes de la llegada del cristianismo.
Antes de 1085 se construyó una catedral en Lund, pero es difícil saber si el templo actual está localizado en el mismo sitio. En una carta de Canuto el Santo, datada el 21 de mayo de 1085, se menciona una catedral construida durante la década de 1080. Canuto cedió varias propiedades que hicieron posible la construcción de esa catedral. No obstante, varias fuentes señalan que la catedral de Canuto no es la catedral actual.
El rey Erico I de Dinamarca realizó una peregrinación a Roma y aseguró dos concesiones importantes del papa Pascual II: la santidad de su hermano asesinado, que sería conocido como San Canuto, y la creación de una archidiócesis que incluiría toda Escandinavia. Lund fue designada como sede de esa archidiócesis. El obispo Asser fue el primer arzobispo de Escandinavia en 1104 y poco después de iniciadas sus funciones, comenzó la construcción de la actual catedral. El templo fue erigido con bloques de granito, en un estilo típico de basílica con arcos de medio punto sosteniendo una techumbre plana de madera. El altar mayor de la cripta fue consagrado en 1123. La catedral y el altar mayor fueron consagrados a San Lorenzo el 1 de septiembre de 1145 por el arzobispo Eskil, sucesor de Asser.
Lund se convirtió así en el corazón religioso de Dinamarca y durante años se construyeron monasterios y prioratos alrededor de la catedral. Por su importancia, Lund fue lugar de encuentros entre los reyes y la nobleza. Valdemar II fue coronado aquí en 1202.
En 1234 hubo un incendio en la catedral, por lo que se construyó una nueva bóveda y una nueva fachada occidental. En la época medieval, la catedral adquirió varias piezas artísticas de alto valor. En la década de 1370, se instaló la magnífica sillería gótica del coro y en 1398 se colocó un retablo gótico de madera en la capilla principal. Un reloj astronómico se instaló en la nave alrededor de 1424, que ha sido renovado en varias ocasiones.
En la década de 1510, durante el reinado de Juan I, el artista alemán Adam van Düren realizó una importante remodelación del templo. En la cripta, van Düren creó un pozo decorado con interesantes relieves y un sarcófago monumental para el más reciente obispo de Lund, Birger Gunnersen.
La reforma protestante ocasionó un descenso dramático de la influencia de la iglesia en la ciudad y en el país. En 1527 el monasterio franciscano de Lund fue cerrado por una turba que tenía permiso para realizar tal fin. Torben Bille fue el último arzobispo de Lund, y luchó contra los luteranos hasta que fue encarcelado en 1536. Fue liberado al año siguiente tras aceptar las ordenanzas de la nueva Iglesia. Se retiraron las imágenes religiosas de la catedral, las piezas artísticas medievales, los retablos y los relicarios.
Después del Tratado de Roskilde de 1658, la diócesis de Lund fue transferida a Suecia.
El arquitecto Helgo Zetterval llevó a cabo una remodelación extensiva a finales del siglo XIX, cuando las torres adquirieron su apariencia actual. En la década de 1920 se añadió decoración de mosaicos en el interior del ábside.

## Arte y arquitectura
El templo fue construido en arenisca siguiendo el estilo románico de Lombardía (Italia) y de la región del Rin (Alemania). Estas influencias son evidentes en la planta, la cripta y la galería de arcos que decora la parte superior del ábside.

### Las torres
Las torres de la catedral miden 55 metros de altura y con sus chapiteles piramidales, constituyen una característica del horizonte de la ciudad y son claramente visibles desde la calle a varias manzanas a la redonda. No están abiertas al público. La campana más vieja fue fabricada en 1513.

### La entrada
Dos puertas de bronce elaboradas por Carl Johan Dyfverman sirven como entrada principal. Las puertas tienen 24 relieves con motivos de la Biblia, particularmente del Antiguo Testamento. Sobre la puerta, hay un frontón de concreto con tres santos como motivo: Jesucristo, San Canuto, y San Lorenzo.

### Interior
Al ser un típico edificio románico, la catedral de Lund se caracteriza por su oscuridad interior, recibiendo luz solamente a través de pequeñas ventanas. Es una iglesia de planta de cruz latina, con tres naves y un transepto. El coro cuenta con una espléndida sillería gótica de la década de 1370. El retablo de la capilla principal de ábside es un tríptico gótico y data de 1398.

### Reloj astronómico
El reloj astronómico de la catedral, el Horologium mirabile Lundense fue fabricado alrededor de 1424. Tras estar almacenado desde 1837, fue reparado y vuelto a colocar en su lugar en 1923.
Cuando da la hora, se escucha In dulci jubilo del órgano más pequeño de la catedral, mientras seis figuras de madera que representan a los reyes magos y sus sirvientes, pasan junto a María y Jesús. El reloj suena dos veces al día, a las 12 p. m. y a las 3 p. m., todos los días, excepto los domingos, cuando la primera exhibición es a la 1 p. m. para no interrumpir los servicios matutinos.
En la parte superior del reloj hay dos caballeros que marcan la hora. La pantalla superior es el reloj astronómico propiamente dicho que muestra, entre otras cosas, las diferentes fases de la luna y la posición del sol. La pantalla inferior es un calendario, y mediante él se puede calcular la fecha en que caerán las diferentes fiestas religiosas móviles y el día de la semana en que caerá una fecha determinada. En medio del calendario está San Lorenzo de pie, rodeado por los símbolos de los cuatro evangelistas. La pantalla actual del calendario abarca de 1923 a 2123, después de lo cual será necesario cambiarla.

### Órganos
En la catedral de Lund hay cinco órganos. El mayor es el órgano de galería, que fue fabricado entre 1932 y 1934 por la compañía danesa Marcussen & Søn y es uno de los más grandes de Suecia. El órgano de galería tiene 102 registros distribuidos entre cuatro teclados y un pedalero. Hay 7.074 tubos en total. En 1992 fue remozado por la misma compañía.
El órgano más pequeño está en el reloj astronómico. Ejecuta diariamente la pieza In dulci jubilo. Los otros tres órganos se localizan en la cripta, la capilla bautismal y el coro.

### La cripta
La cripta ha permanecido casi intacta desde su consagración en 1123. Se caracteriza por sus numerosos y masivos pilares. Los pilares exhiben muchas diferencias entre sí y fueron construidos por el arquitecto Donatus. La columna más famosa es una que tiene el relieve de un hombre abrazándola. De acuerdo con una leyenda local, la figura del hombre representa al gigante Finn, que habría construido la catedral. Otra columna tiene una figura similar de una mujer, que representaría a la esposa de Finn. Se ha especulado que la imagen del hombre también podría ser una representación de Sansón, el personaje bíblico.
El altar principal de la cripta es el más antiguo de toda la catedral y fue consagrado el 30 de junio de 1123 por el arzobispo Asser. La cripta contiene varios sarcófagos, arcones y losas funerarias. Entre sus más destacadas obras de arte están un pozo decorado con relieves y la tumba del arzobispo Birger Gunnersen, una creación de Adam van Düren de la década de 1510.

## Otras funciones
Además de sus funciones religiosas, la catedral es también el lugar de la solemne ceremonia de confirmación de grados de doctorado. También se utiliza como escenario de conciertos de música sacra.